# KIRO-TV
KIRO-TV是CBS旗下的一個位于美国華盛頓州西雅圖的电视台，其发射机位于西雅圖的安妮女王社区。KIRO-TV制作的儿童电视节目The J.P. Patches Show於1958年至1981年期間播出。1986年，KIRO-TV推出了新聞類節目Point Counterpoint。